# Етиол
Етиол (фр. Etiolles) насеље је и општина у Француској у региону Париски регион, у департману Есон која припада префектури Еври.
По подацима из 2011. године у општини је живело 3101 становника, а густина насељености је износила 266,18 становника/km². Општина се простире на површини од 11,65 km². Налази се на средњој надморској висини од 58 метара (максималној 86 m, а минималној 32 m).

## Демографија
| 1962. | 1968. | 1975. | 1982. | 1990. | 1999. | 2011. |
| ----- | ----- | ----- | ----- | ----- | ----- | ----- |
| 774   | 1.208 | 1.530 | 1.570 | 2.107 | 2.548 | 3.101 |

График промене броја становника у току последњих година